# Рахлин, Натан Григорьевич
Ната́н Григо́рьевич Ра́хлин (укр. Натан Григорович Рахлін; 1905\1906 — 1979) — советский дирижёр, педагог. Народный артист СССР (1948). Лауреат Сталинской премии второй степени (1952).

## Биография
Натан Рахлин родился 28 декабря 1905 (10 января 1906) года в Сновске (ныне в Черниговской области Украины), в бедной еврейской семье.
В раннем детстве освоил скрипку, играл в клезмерском ансамбле, в семь лет стал работать музыкантом в местном кинотеатре. В начале 1920-х годов служил трубачом в РККА, в бригаде Г. Котовского, с 1922 — участник духового оркестра Высшей военной школы в Киеве.
В 1923—1927 годах учился в Киевской консерватории (ныне Национальная музыкальная академия Украины имени П. И. Чайковского) (класс скрипки Д. С. Бертье). В 1930 году окончил Высший музыкально-драматический институт им. Н. Лысенко (ныне Киевский национальный университет театра, кино и телевидения имени И. К. Карпенко-Карого) (класс дирижирования А. И. Орлова). В 1931—1935 годах заочно обучался музыкально-теоретическим предметам и композиции у М. О. Штейнберга (Ленинград). Также посещал высшие дирижёрские курсы в Харькове, где учился у Г. Б. Адлера.
По окончании обучения в Киеве был дирижёром первого симфонического оркестра на Радио в Харькове (1932—1934), работал в Куйбышеве (1934—1935), был инициатором создания, художественным руководителем и главным дирижёром симфонического оркестра в Сталинской филармонии (ныне Донецкая филармония) (1935—1937).
В 1937—1941 и 1946—1962 годах — главный дирижёр Государственного симфонического оркестра Украинской ССР в Киеве.
В 1941—1945 годах — главный дирижёр Государственного академического симфонического оркестра СССР (Москва).
В 1957—1960 годах — художественный руководитель Симфонического оркестра Московской филармонии.
В качестве гастролёра работал с Симфоническим оркестром Ленинградской филармонии, Большим симфоническим оркестром Всесоюзного радио и Центрального телевидения (ныне Большой симфонический оркестр имени П. И. Чайковского) и другими оркестрами.
В 1966 году по приглашению Н. Г. Жиганова переехал в Казань, став главным дирижёром и художественным руководителем только что созданного Государственного симфонического оркестра Татарской АССР Татарской филармонии, где работал до конца жизни. За годы работы сформировал и воспитал коллектив, исполнил значительную часть мирового симфонического репертуара, часто гастролировал с оркестром.
В 1938—1966 годах (с перерывом) преподавал в Киевской консерватории (с 1946 — профессор). В 1967—1979 годах — профессор Казанской консерватории (ныне — имени Н. Жиганова). Среди его учеников — В. Д. Куценко и др.
Член ВКП(б) с 1947 года.
Умер в Казани 28 июня 1979 года. Похоронен в Киеве на Байковом кладбище.

### Семья
- Дочь — Элеонора Натановна Рахлина (1934—2006), экскурсовод, краевед
  - Внук — Игорь (Григорий) Альбертович Лысенко (род. 1964), украинский скульптор. Член Национального союза художников Украины (с 1994).

## Награды и звания
- Лауреат 1-го Всесоюзного конкурса дирижёров (1938, 2-я премия)
- Заслуженный артист Украинской ССР (1939)
- Народный артист Украинской ССР (1947)[4]
- Народный артист СССР (1948)
- Народный артист Татарской АССР (1972)
- Сталинская премия второй степени (1952) — за концертно-исполнительскую деятельность
- Орден Ленина (1951)
- Орден Октябрьской Революции (09.01.1976)[5]
- Орден Трудового Красного Знамени (1948)
- Орден «Знак Почёта» (1960)
- Медаль «За доблестный труд в Великой Отечественной войне 1941—1945 гг.»
- Медали

## Творчество
Музыкант импровизационного и «чувственного» склада, был особенно убедителен в романтическом репертуаре. Высшими его достижениями стали интерпретации «Фантастической симфонии» Г. Берлиоза, симфонических поэм Ф. Листа, 6-й симфонии, симфонии «Манфред», фантазии «Франчески да Римини» и последних симфоний П. И. Чайковского, «Пассакальи» И. Баха-А. Гедике, 9-й симфонии Л. ван Бетховена, симфоний А. Дворжака.
В 1958 году Натан Рахлин дирижировал на Московском радио исполнением реконструкции утраченной Симфонии ми-бемоль мажор Чайковского.
Первый исполнитель Одиннадцатой симфонии Д. Д. Шостаковича (1957), многих оркестровых произведений украинских (Б. Н. Лятошинского, К. Ф. Данькевича, Г. И. Майбороды, В. Б. Гомоляки, Г. П. Таранова, В. С. Косенко, Л. Н. Колодуба и др.) и татарских (Н. Г. Жиганова, А. З. Монасыпова, А. Б. Луппова и др.) композиторов.
В репертуаре важное место занимают сочинения советских композиторов: Н. Я. Мясковского, Н. И. Пейко, Р. М. Глиэра, Ю. А. Шапорина, Д. Б. Кабалевского, Т. Н. Хренникова, Г. В. Свиридова, В. И. Мурадели, Я. А. Иванова и др.
Охотно прибегал к ретушам для достижения необходимого звукового результата. Особое значение дирижёр придавал тембровому единству групп в совместном звучании, что формировало характерный «органный» тон его оркестра.
Среди профессионалов восхищение вызывали феноменальная память дирижёра, доскональное знание и практические навыки игры на всех инструментах симфонического оркестра, исключительно пластичные выразительные руки и волевое воздействие на коллектив.

### Оценки творчества
Особой чертой исполнения музыки Рахлиным являлась удивительная доступность: сложный замысел композитора воплощался таким образом, что становился предельно ясным для слушателя. Самой привлекательной чертой творческого почерка Натана Григорьевича было вовлечение оркестрантов и слушателей в орбиту переживаемого им самим. В момент исполнения он буквально гипнотизировал, парализовал чужую волю, делал каждого артиста послушным инструментом своего художественного видения. После каждого концерта мы выходили измождёнными, но безмерно счастливыми.— Сонц Л. Последний дирижёр-романтик// Актуальное национально-культурное обозрение. — 2001. — № 4. — С. 61.

Рахлин — дирижёр планетарного масштаба. Мне кажется, он жил не в своё время. Он был дирижёром романтического типа, и ему надо было бы жить лет сто назад. Современный оркестр играет очень чисто, быстро, правильно и даже несколько суховато. Сейчас это нравится, но это было не его…— музыковед Георг Кантор

Это был гений. Если бы он был более организованным человеком, то, несомненно, стал бы маэстро мирового класса.— В. И. Жук: «Авторитета не может быть, если нет качества» / Беседу вел А. Иков // «Музыкальные инструменты», 2007, № 13. — С.18-24.

### Фильмография

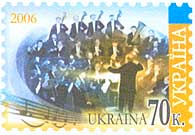
Почтовая марка Украины, посвящённая Рахлину, 2006 год

- 1969 — Цветы запоздалые — дирижёр

## Память
- В Киеве, на фасаде дома на улице Ивана Франко, 25, где в 1946—1979 годах жил Н. Г. Рахлин, установлена памятная доска.
- В Советском районе Казани улица названа в честь дирижёра.
- В Мисхоре (Большая Ялта) установлен памятник напротив входа в Мисхорский парк (санаторий «Мисхор»). Памятник выполнен из камня с изображением профиля и рукой с дирижёрской палочкой.